# غاية المنتهى في جمع الإقناع والمنتهى
غاية المنتهى في الجمع بين الإقناع والمنتهى هو متن في فقه الحنابلة، ألفه مرعي بن يوسف الكرمي، يقع في أربعة أضعاف "الدليل" تقريبا، جمع فيه المؤلف بين "الإقناع" للحجاوي و"المنتهى" لابن النجار، وسلك فيه مسالك المجتهدين، فأورد فيه اتجاهات له كثيرة، يصدرها بقوله: ويتجه كذا، وقد اعتنى بها حسن الشطي، فأفردها من أصل الكتاب، وقام بشرحها وتحريرها في كتاب سماه "منحة مولي الفتح في تجريد زوائد الغاية والشرح". قال عنه ابن بدران: "فأخذ في مواضع الإتجاه من الغاية والشرح، وانتصر للشيخ مرعي، وبين صواب تلك الإتجاهات، ومن قال بها غيره من العلماء، وذكر في غضون ذلك مباحث رائقة، وفوائد لا يستغنى عنها".
وقد أثنى المحبي على الكتاب ووصفه بقوله: "قريب من أربعين كراسا، وهو متن جمع فيه من المسائل أقصاها وأدناها، مشى فيه بسنن المجتهدين في التصحيح والإختيار والترجيح".
وقال الرحيباني في مقدمة "مطالب أولي النهى": اعتنى بتأليفه وتشييده وترصيفه، حتى صار من أجل كتب المذهب قدرا، وأجمعها لمهمات مسائله طرا، مشتملا على فواثد ومساثل لم يسبق إليها، وحاويا لفرائد تعقد الخناصر عليها من صحيح النقول، وغرائب المنقول".

## الأعمال التي تمت عليه
وضعت عليه عدة شروح، منها:
- شرح ابن العماد صاحب "شذرات المذهب". وشرحه يسمى "بغية أولي النهى في شرح غاية المنتهى". وهو شرح ناقص وصل فيه إلى باب الوكالة.
- شرح إسماعيل بن عبد الكريم الجراعي. وهو إكمال لشرح ابن العماد.
- شرح مصطفى بن سعد السيوطي الرُحيباني. وشرحه يسمى "مطالب أولي النهى في شرح غاية المنتهى".
- شرح محمد بن عبد الرحمن بن عفالق الأحسائي. قال ابن حميد: "مبتدئا من كتاب البيع، فوصل فيه إلى الصلح، حقق فيه ودقق".[4]